# Joan Fuster
Joan Fuster i Ortells, katalonski mislec, pisatelj, novinar in esejist, * 23. november 1922, Sueca, Valencijska dežela , Španija, † 21. junij 1992, Sueca.
Najbolj znan je po svojem obsežnem esejističnem delu Nosaltres, els valencians (Mi, Valencijci) iz leta 1962, ko je sredi frankistične diktature, ki je zatirala sleherni izraz katalonske kulture, kritično pretresel zgodovino Valencijske dežele skozi optiko njene katalonske kulturno-jezikovne identitete. Istega leta je izdal krajši esej z naslovom Qüestió de Noms (Vprašanje imen), v katerem je predlagal skupno poimenovanje za vse pokrajine, kjer se govori katalonski jezik:  Katalonske dežele. 
Fuster je od šestesetih let 20. stoletja postal osrednja intelektualna avtoriteta za gibanja, ki so si prizadevala ohraniti in posodobiti katalonsko identiteto Valencijske dežele (t. i. »novi valencijanizem«). 
Bil je avtor številnih knjig in esejev, pisal pa je tudi poezije in celo besedila za popevke (mdr. je prispeval besedila za pesmi Lluísa Llacha). 
S svojim delom se je vpisal med najvplivnejše katalonske (in španske) mislece 20. stoletja. Kljub temu so nekatera njegova stališča še danes predmet ostrih nasprotovanj med tistimi prebivalci Valencijske dežele, ki zavračajo katalonsko identiteto. Mnogi ga imajo za očeta modernega katalonskega nacionalizma, čeprav je sam to poimenovanje vedno vztrajno zavračal.
Med njegovimi eseji splošnejše in nepolitične narave so najbolj znani Diccionari per a ociosos (Besednjak za lenuhe), Judicis finals (Končne sodbe) in Causar-se de esperar (Pripraviti se do upanja), v katerih se je z značilnim ironičnim pristopom loteval vprašanj človeške eksistence.

## Dela

### Esej
- Antología del surrealismo español. Alacant, Verbo, 1952
- La poesia catalana fins a la Renaixença. Mèxic, Edicions Catalanes de Mèxic, 1954
- Pàgines escollides de sant Vicent Ferrer. Barcelona, Barcino, 1955
- El descrèdit de la realitat. Ciutat de Mallorca, Moll, 1955
- Antologia de la poesia valenciana. Barcelona, Selecta, 1956
- La poesia catalana. Ciutat de Mallorca, Moll, 1956. 2 vol
- Les originalitats. Barcelona, Barcino, 1956
- El món literari de sor Isabel de Villena. València, Lo Rat Penat, 1957
- Figures de temps. Barcelona, Selecta, 1957
- Indagacions possibles. Palma de Mallorca, Moll, 1958
- Recull de contes valencians. Barcelona, Albertí, 1958
- Ausiàs March. Antologia poètica. Barcelona, Selecta, 1959
- Un món per a infants. València, 1959
- Judicis finals. Ciutat de Mallorca, Moll, 1960
- Joan Serrallonga. Vida i mite del famós bandoler. Barcelona, Aedos, 1961
- Valencia. Madrid, Dirección General de Turismo, 1961
- Nosaltres, els valencians. Barcelona, Edicions 62, 1962
- El País Valenciano. Barcelona, Destino, 1962
- Poetes, moriscos i capellans. València, L'Estel, 1962
- Qüestió de noms. Barcelona, Aportació Catalana, 1962
- El bandolerisme català II. La llegenda. Barcelona, Aymà, 1963
- Raimon. Barcelona, Alcides, 1964
- Diccionari per a ociosos. Barcelona, A. C., 1964
- Alicante y la Costa Blanca. Barcelona, Planeta, 1965
- Causar-se d'esperar. Barcelona, A. C., 1965
- Combustible per a falles. València, Garbí, 1967
- L'home, mesura de totes les coses. Barcelona, Edicions 62, 1967
- Consells, proverbis i insolències. Barcelona, A. C., 1968
- Examen de consciència. Barcelona, Edicions 62, 1968
- Heretgies, revoltes i sermons. Barcelona, Selecta, 1968
- Obres completes I. Llengua, literatura, història. Barcelona, Edicions 62, 1968
- Abans que el sol no creme. Barcelona, La Galera, 1969
- Obres completes II. Diari 1952-1960. Barcelona, Edicions 62, 1969
- "Hi ha més catalans encara", fascicle de Dolça Catalunya. Barcelona, Mateu, 1969
- L'Albufera de València. Barcelona, Les Edicions de la Rosa Vera, 1970
- Obres completes III. Viatge pel País Valencià. Barcelona, Edicions 62, 1971
- Babels i babilònies. Ciutat de Mallorca, Moll, 1972
- Literatura catalana contemporània. Barcelona, Curial, 1972
- Rebeldes y heterodoxos. Esplugues de Llobregat, Ariel, 1972
- Contra Unamuno y los demás. Barcelona, Península, 1975
- Obres completes IV. Assaigs. Barcelona, Edicions 62, 1975
- La Decadència al País Valencià. Barcelona, Curial, 1976
- Un país sense política. Barcelona, La Magrana, 1976
- El blau en la senyera. València, Tres i Quatre, 1977
- Contra el noucentisme. Barcelona, Crítica, 1977
- Obres completes V. Literatura i llegenda. Barcelona, Edicions 62
- Destinat (sobretot) a valencians. València, Tres i Quatre, 1979
- Notes d'un desficiós. València, Almudín, 1980
- Ara o mai. València, Tres i Quatre, 1981
- Indagacions i propostes. Barcelona, Edicions 62 i la Caixa, 1981
- País Valencià, per què?. València, Tres i Quatre, 1982
- Veure el País Valencià. Barcelona, Destino, 1983
- Cultura nacional i cultures regionals dins els Països Catalans. Barcelona, Departament de Cultura de la Generalitat de Catalunya, 1983
- Sagitari. València, Diputació de València, 1984
- Pamflets polítics. Barcelona, Empúries, 1985
- Punts de meditació (Dubtes de la "Transición"). València, Tres i Quatre, 1985
- Llibres i problemes del Renaixement. Barcelona, Publicacions de l'Abadia de Montserrat, 1989
- Textos d'exili. València, Generalitat Valenciana, 1991
- Obres completes VI. Assaigs 2. Barcelona, Edicions 62, 1991

### Pesništvo
- Sobre Narcís. València, Torre, 1948
- 3 poemes. Alacant, Verbo, 1949
- Ales o mans. València, Editorial Torre, 1949
- Va morir tan bella. València, 1951
- Terra en la boca. Barcelona, Barcino, 1953
- Escrit per al silenci. València, Institució Alfons el Magnànim, 1954
- Set llibres de versos. València, Tres i Quatre, 1987.

1. ↑  data.bnf.fr: platforma za odprte podatke — 2011.
2. ↑  SNAC — 2010.
3. ↑  Diccionario biográfico español — Real Academia de la Historia, 2011.
4. ↑  Find a Grave — 1996.